# Yusuke Kawagishi
Yusuke Kawagishi (川岸 祐輔 Kawagishi Yusuke?), född 26 maj 1992 i Gunma prefektur, är en japansk fotbollsspelare.
Kawagishi började sin karriär 2015 i Thespakusatsu Gunma. Han spelade 34 ligamatcher för klubben.